# Église Notre-Dame de Genouillé
L'église Notre-Dame est une église catholique située à Genouillé, en France.

## Localisation
L'église est située dans le département français de la Charente-Maritime, dans la commune de Genouillé.

## Historique
La nef et façade datent du XIIe siècle alors que le chœur remonte au XIVe siècle.

## Description
Elle possède un litre : les deux blasons sont posés sur une croix de Malte et sur deux ancres en sautoir et entourés du cordon de saint Louis. Les armoiries sont d'Alexandre de Morell : d'or au lion de sinople lampassé de gueules et couronné d'argent ; et celles de Marguerite Gousse de La Roche Allart : de gueules à neuf losanges d'argent 3.3.3. L'escalier à vis qui mène sur les voûtes est pris dans l'épaisseur de la muraille. Il offre la particularité d'être protégée, dans sa partie supérieure, par une petite chambre de défense.

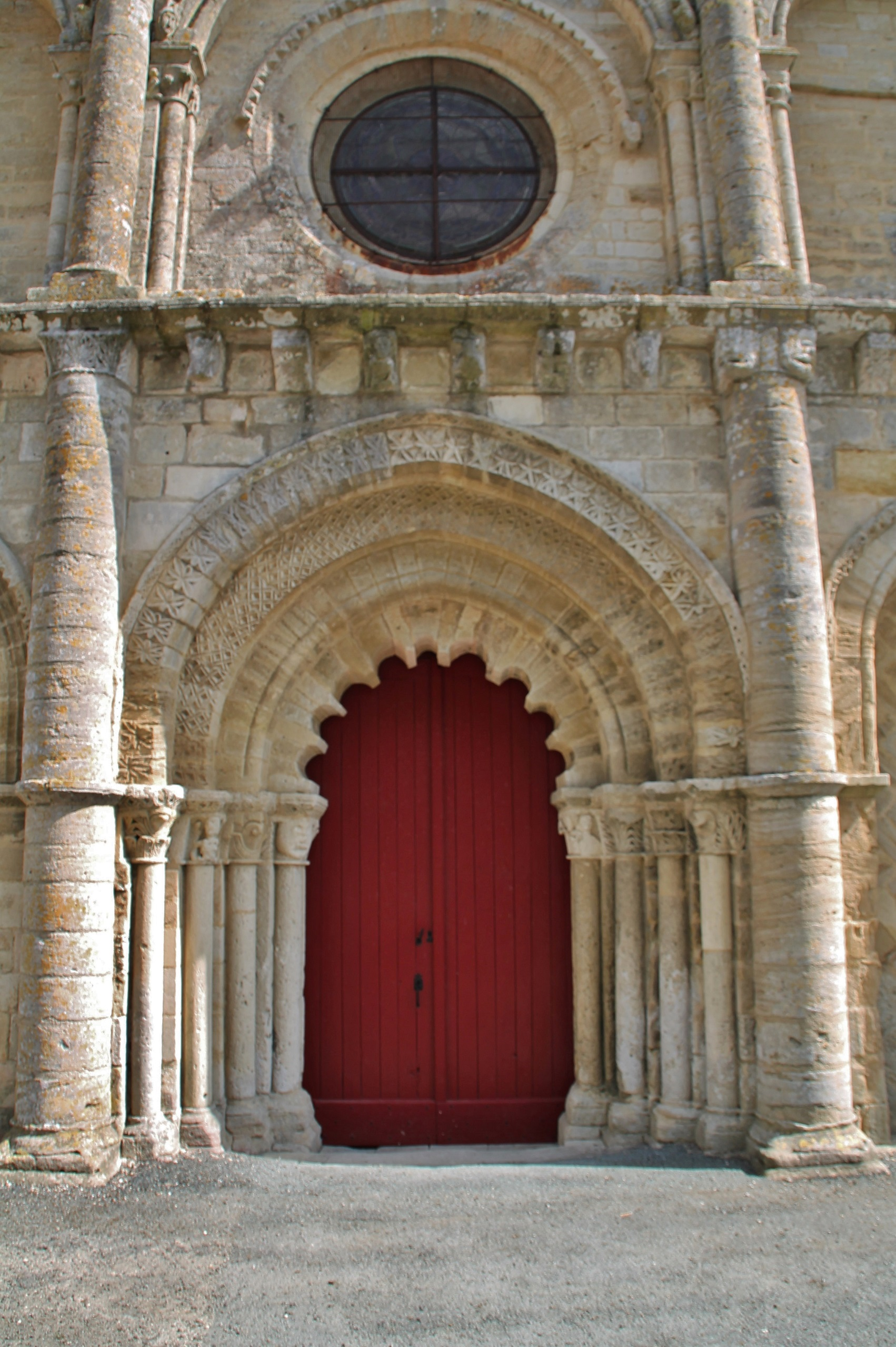
Son portail occidental,
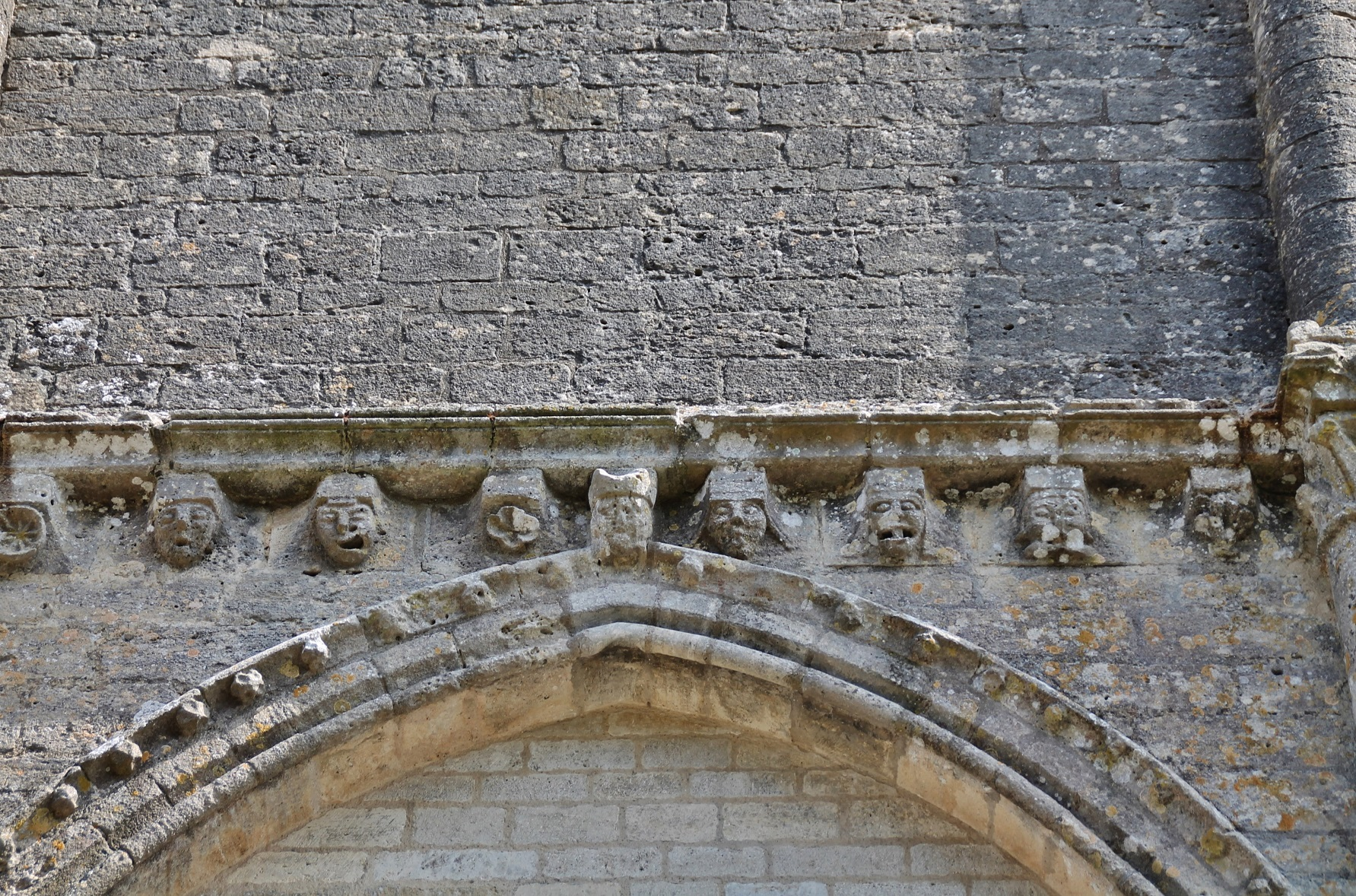
modillons,
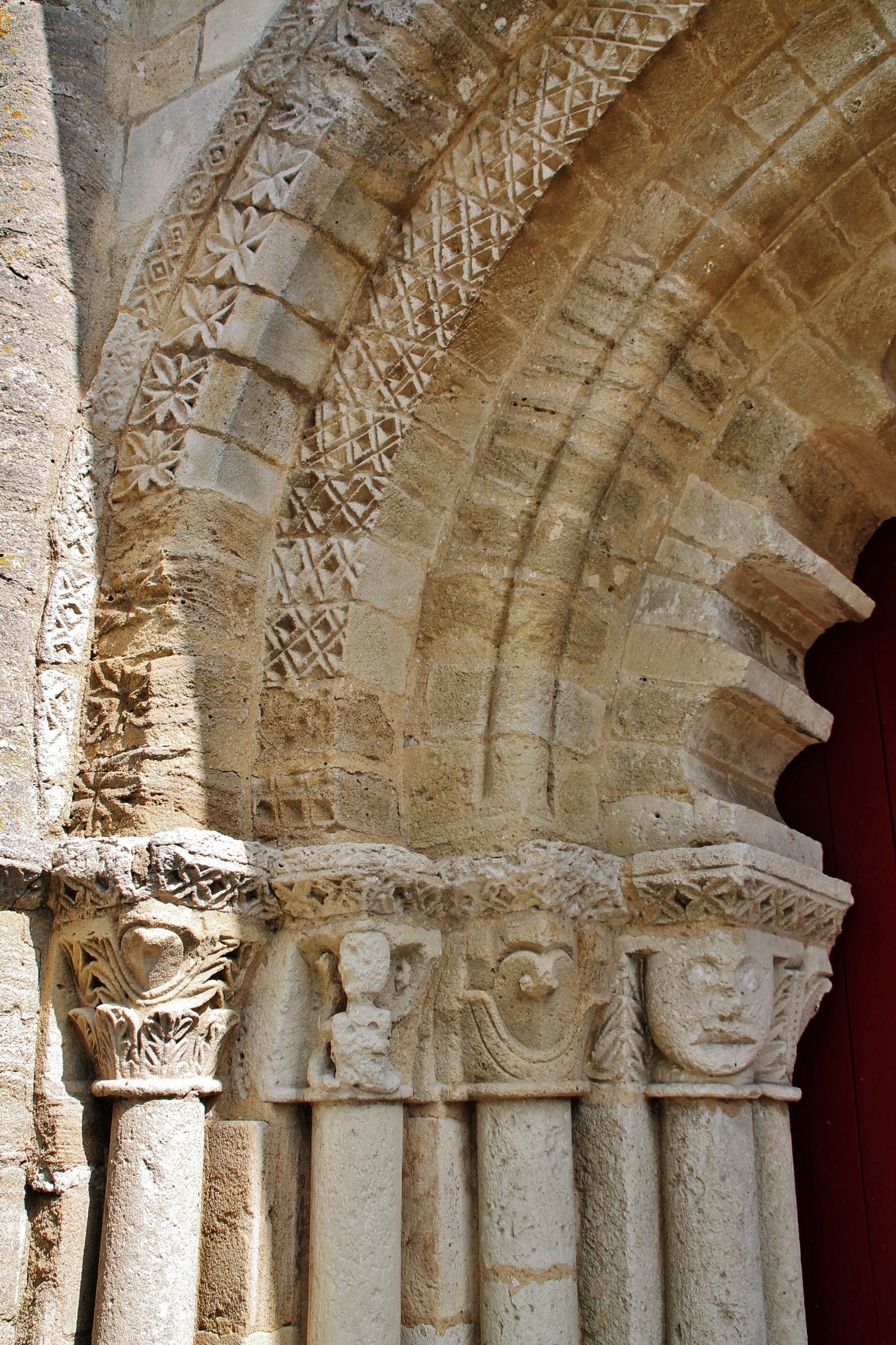
colonnettes et chapiteaux,
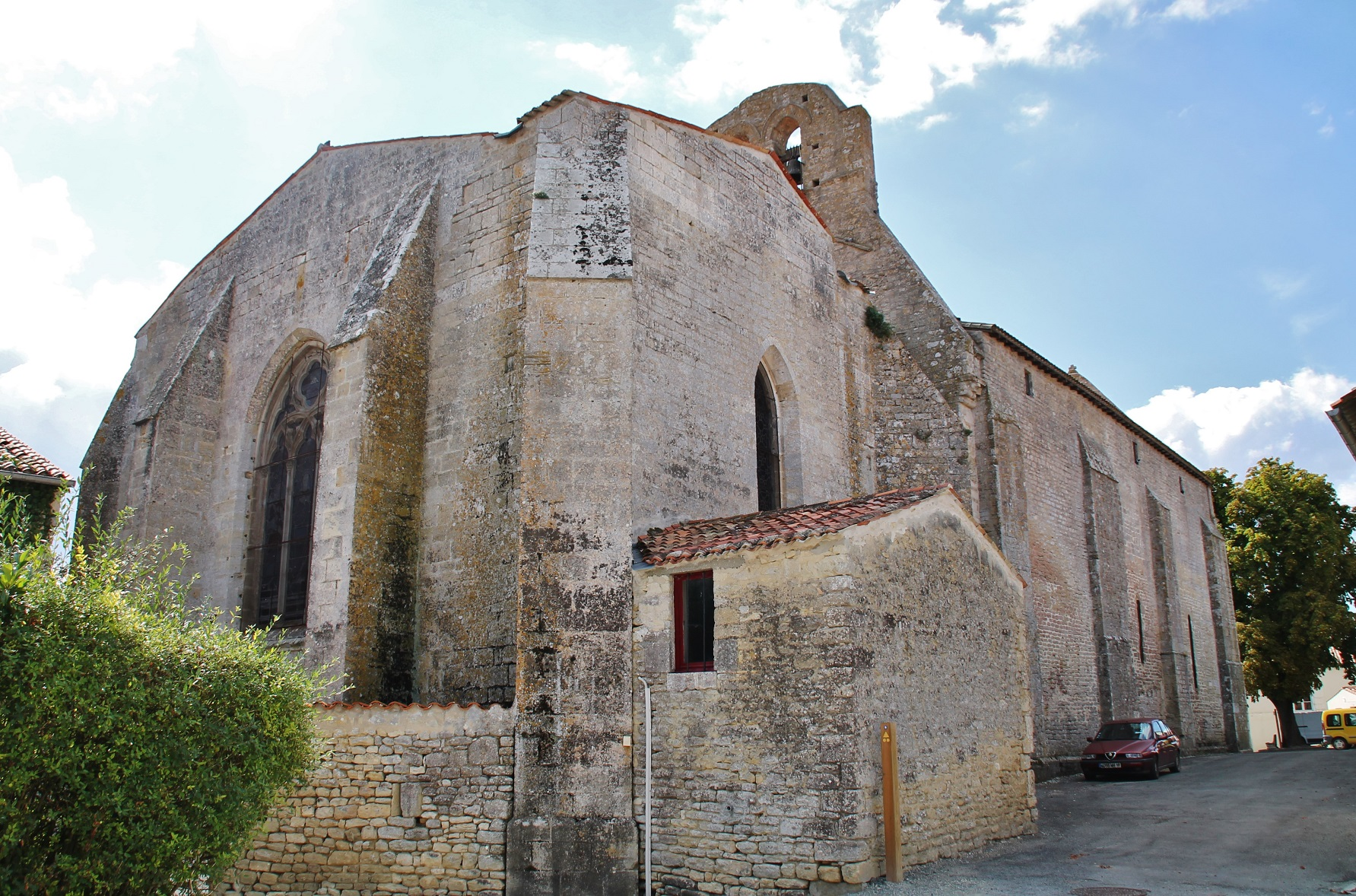
son chevet plat.

## Protection
Le clocher et la façade ont été classés au titre des monuments historiques en 1914. L'église, à l'exception des parties classées a été inscrit au titre des monuments historique en 1996.